# Warcraft: Orcs & Humans
Warcraft: Orcs & Humans (прим. превода Умеће ратовања: Орци и људи) је стратегија у реалном времену, коју је развио и објавио Близард ентертејнмент заједно са компанијом Интерплеј ентертејнмент. MS-DOS верзија је објављена 23. новембра 1994, а Макинтош верзија крајем 1996. Продаја је била углавном велика, рецензенти су углавном били импресионирани, а игра је добила три награде и била финалиста за још три. Било је и компакт-диск реиздање (верзија 1.21) које није имало корисничко упутство, као претходне верзије. Наставак, Warcraft II: Tides of Darkness је постао главни конкурент Command & Conquer серијалу компаније Westwood Studios и њихово надметање је изазвало експлозију стратегија у реалном времену током средине и крајем деведесетих година 20. века.
Иако Warcraft: Orcs & Humans није била прва стратегија у реалном времену која је имала мултиплејер, игра је поставила стандард да мулитплејер компонента буде кључна за све будуће игре из овог жанра. Игра је донела иновације и када је у питању дизајн мисија и елементи играчке механике, које су касније преузели други девелопери.

## Начин игре
је стратегија у реалном времену. Један играч представља људе, који настањују свет Азерот (Azeroth), а други контролише орке. Свака страна покушава да уништи другу тако што ће сакупљати ресурсе и створити војску. Такође обим странама прете дивља створења, која некада могу и да се искористе као војници. Игра је смештена у средњовековни свет са фантазијским елементима. Обе стране имају војнике за блиску борбу и стрељарце, као и бацаче магија (Spellcaster).

### Играчки режими
Начин игре је проширио парадигму „направи базу, направи војску, уништи непријатеља” видео игре Dune II са другим играчким режимима. Ово укључује и неколико нових типа мисија, као што је покоравање побуњеника из расе којом управља играч, спашавање и поправљање опседнутих градова, спашавање пријатељских снага из непријатељевог кампа и затим уништавање непријатељске главне базе, и на крају мисије са ограниченим снагама где се не могу више стварати и где је употреба специјализованих јединица од кључног значаја. У једној мисији, играч има задатак да убију ћерку поглавице орка.
Игра такође дозвољава играчима да се надмећу један против другог преко модема или локалне рачунарске мреже, и омогућава играчима да се надмећу чак иако имају MS-DOS и Мекинтош верзију игре. Мултиплејер окршаји и окршаји са ботовима које нису део кампање такође су доступне преко насумичног генератора мапа. Игра је такође дозвољавала spawn инсталацију.

### Економија и моћ
захтева од играча да сакупља ресурсе и да производи зграде и јединице како би поразио противника у борби. Неоружане јединице доносе ресурсе у Town Center (Градски центар), злато из рудника или дрво из шуме. С обзиром да су оба ресурса ограничена, играчи морају да их сакупљају ефикасно, а исто тако и да очувају и шуму као одбрамбени зид у раној фази игре када су им мале оружане снаге.
Зграде нижег ранга код људи и код орака имају исту функцију, али другачији спрајт. Градска хала сакупља ресурсе и производи јединице које конструишу зграде. Свака фарма ствара храну за до четири јединице, а додатне јединице се не могу произвести све док не постоји одговарајући број фарми. Barracks (Касарне) производе све немагијске јединице укључујући и оне за блиску борбу, стрељарце, јахаче и јединице за опсаду. Међутим, осим најосновнијих јединица да би се све остале могле произвести потребне су и додатне зграде, од којих неке могу да надограђују јединице.
Свака страна може произвести два типа магичних зграда, свака од којих производи по једног бацача магије и омогућава да се истраже додатне чини за бацача. Ове напредне зграде се могу произвести само уз помоћ других зграда. Људски свештеник (Cleric) и оркски некролит (Necrolyte) могу самостално да се бране, као и да виде удаљене делове територије на кратко време. Свештеникове друге чини су протективне и омогућавају лечење пријатељских јединица и омогућавају му невидљивост, док некролит може уздигнути костуре за борбу и може учинити друге јединице привремено непобедивим, по цену да их оштети након престанка враџбине. Људски чаробњак (Conjurer) и оркски вештац (Warlock) имају енергетску експлозију, више врста деструктивних чини и способност да призову мале отровне монструме. Чаробњак може призвати воденог елементала, док вештац може призвати демона.

### Кориснички интерфејс
Главни екран има три области: највећа на десној страни је приказ територије на којој играч тренутно врши операције, у горњем левом углу се налази мини мапа, а ако је означена зграда или јединица/е у доњем левом углу им се приказује статус и све доступне надоградње и радње које се могу спровести. Детаљи статуса могу бити животни поени зграда или јединица, тренутни прогрес конструисања, као и све надоградње које су завршене. Мени, који се налази на самом дну улево, омогућава приступ сачуваним играма, затим може да учита постојеће сачуване игре и друге функције менија.
На почетку већи део мини мапе и главне мапе је црн, али се видљива област проширује како играчеве јединице истражују мапу. Мини мапа приказује преглед целе територије, са плавим тачкама које означавају зграде и јединице играча, а црвене тачке непријатељеве. Играч може кликнути на главној мапи или на мини мапи како би се пребацио на одређеном делу територије.
Свим функцијама се може приступити путем миша. Користећи типке на тастатури такође се може приступити одређеним функцијама, као што су опције менија, команде доступне зградама и јединицама, паузирање игре. Играчи могу да означе сваку јединицу појединачно или групу од четири јединица држећи shift или тако што ће извршити бендбокс. Да помера јединице по мапи, играч може да означи одређену јединицу и да у менију те јединице кликне на одређену радњу, а затим да на мапи означи место где жели да та јединица изврши ту радњу. Наравно уз помоћ пречица на мишу ово може знатно брже да се одради.

## Радња
Орци су пореклом са другог света Дренора (Draenor), где су већина били крвожедни ратници међу којима је постојао раздор. Међутим, вешци су остали повучени и посветили се истраживању магије. Вешци су приметили раздор међу димензијама и после много година отворили мали портал ка другом свету. Један вештац је истраживао и пронашао свет, кога су његови људски становници називали Азерот (Azeroth), и са кога се вештац вратио носећи чудну биљку као доказ о његовом открићу.
Орци су увећали портал, док кроз њих нису прошли седам ратника, који су масакрирали људско село. Са собом су донели добру храну и примерке добро израђених добара, и уверили су друге да су људи слаби. Оркске групе за напад су постајале све веће и одважније, док нису напали главни Азеротов град - Стормвинд. Међутим, људи су и сами тренирали ратнике, поготово јахаче којима су испомагали људски чаробњаци и на крају су успели да отерају орке назад кроз портал, иако несвесни његовог постојања.
Следећих петнаестак година, једна оркска фракција је захтевала да се портал затвори. Међутим, један поглавица је схватио да иако су орци бројнији, људи су их увек надјачавали због тога што су имали супериорну тактику, организацију и магију. Тај поглавица је ујединио кланове, увео дисциплину у новонасталој армији и потражио је нову магију од вешца и некромансера. Њихове искомбиноване снаге су биле спремне да униште људе.

## Развој и објављивање
Прве стратегије у реалном времену су се појавиле почетком 80их или чак током 70их година, а наставиле су да се јављају и све до почетка деведесетих година 20. века. Међутим, видео игра Dune II која је објављена за ДОС 1992. је створила образац за модерне стратегије. Близард је био изненађен што се није појавила ниједна нова стратегија у реалном времену током 1993. и почетком 1994. - иако је од издавања Dune II, Вествуд студио је у том периоду радио на видео игри Command & Conquer. Како би искористио ову ситуацију на тржишту Близард је развио и издао Warcraft: Orcs & Humans. Док су касније игре из овог серијала биле познате по комплексним причама које су богато презентоване, ова игра није имала никакав сценарио, па га је један од продуцената игре импровизовао у студију за снимање. Унајмљени композитор Грегори Алпер је компоновао музику за коју је особље Близарда сматрало да подсећа на седмочасовну свиту Планете Густава Холста. Први демо издат у лето 1994, пробудио је интересовање публике за завршену игру, која је издата за MS-DOS новембра 1994. и за Мекинтош 1996. Игру је издао Близард у Северној Америци, а Интерплеј Ентертејмент у Европи, а Солд-аут Софтвер је поново издао MS-DOS верзију марта 2002.

## Критика
је постао у том тренутку највећи успех компаније и по први пут је омогућио компанији финансијску сигурност. Новембра 1995. Ентертејмент Викли је објавио да се игра нашла на 19. месту на листи 20 најбољих ЦД-а у свим категоријама.
Иако су се рецензије појавиле месецима по објављивању, на сајту MobyGames се приказују да су се оцене налазиле у опсегу од 75% до 92% с изузетком од 40% које је дао шведски критичар. У Dragon, Пол Марфи (Paul Murphy) је описао игру као „веома забавну - веома занимљиву и шаролику,” а Скот Лов (Scott Love) је похвалио њену добру стратегију, једноставан интерфејс и фантазијску тему. Воркрафт  је освојила Награду критичара  часописа PC Gamer, Избор критичара  часописа Computer Life и Награду за иновацију  привредног сајма Consumer Electronics Show. Била је у финалу за Прву награду часописа Computer Gaming World, за Стратегију године PC Gamer-а и за Најбољу стратегију  Академије интерактивне уметноси и науке.
Ране фазе игре могу бити споре, због чињенице да играчи морају да створе неколико основних зграда и сељаке како би могли да сакупљају ресурсе, а потом да почну да стварају јединице за борбу. У међувремену, бот не мора да се превише труди приликом сакупљања ресурса и често започиње игру са више зграда, па то тера играча да проводи превише времена у одбрани.
Док су обичне јединице обеју страна биле идентичне, напредније јединице су ишле у корист оркова, нарочито Демони које су призивали оркски вешци.
Кориснички интерфејс је изгледао несофистицирано, али је углавном радио. Међутим, није било могуће обележити више од четири јединице истовремено. Играчима је игра била захтевна с обзиром да би две или три играчевих јединица могле да нападну без наређења, док друге нису ништа чиниле, а зграде су сличне ствари чиниле. Није било могуће ставити истраживање или конструисање зграде у ред за чекање.
Неки рецензенти су сматрали да је бот био неинтелигентан и предвидљив, а неки су хтели могућност да изаберу ниво тежине на којим ће играти. Други су сматрали да су напади ботова били добро организовани и обично би налазили слабост у играчевој позицији. Један критичар је сматрао да је проналажење пута (pathfinding) било адекватно, док су други мислили да је било веома лоше, а трећи је сматрао да је као и код других стратегија у реалном времену.
И у ДОС и у Мекинтош верзији, игра је споро радила током великих битака.
Добар стерео звук је помогао играчима да лоцирају догађаје који су се догађале ван приказаног оквира. Неким рецензентима се свидео говор јединица, поготово одговори јединица након бројних кликова на њу, док су остали ово сматрали као монотоно. У рецензији Game Revolution-а Мек верзије игре, било је жалби да графика која је портована из ДОС-ове VGA верзије, није искористила Мекинтошову супериорну резолуцију. Међутим, и Game Revolution и Mac Gamer су се сложили да овај визуелни недостатак није утицао на укупно уживање у игрању.

## Заоставштина

### Претходници и иновације
Прве стратегије у реалном времену су се појавила током 1970-их на мејнфрејм рачунарима, а за кућне рачунаре почетком 1980-их. , који је објављен 1992, је успоставио шаблон који су пратили бројни наслови из овог жанра, као што је „сакупљање ресурса, изградња зграде и војске и уништавање непријатеља.” Warcraft: Orcs & Humans, који се појавио две године касније, био је следећи познати наслов из овог жанра и представио нови тип мисија као што је покоравање побуњеника играчеве расе и мисије са ограниченим снагама, где ниједна страна не може да прави нове јединице. Такође је укључио и борбе између играча који нису били део главне кампање. Да би подржао мултиплејер и ове борбе, игра је користила генератор насумичне мапе, додатак који се пре ње појавио у стратешкој игри Civilization. а Мајкрософтов Age of Empires игра је 1997. исто укључила ове додатке, као и генератор насумичне мапе.
Modem Wars, која је објављена 1988. за ДОС и Комодор 64, је била прва стратегија у реалном времену која је имала мултиплејер и користила је модеме. , који је дозвољавао двојици играча да се надмећу преко модема или локалних мрежа, успео је да убеди играче да је мултиплејер надметање захтевније од борбе са вештачком интелигенцијом и тиме је учинила мултиплејер компоненту суштинском за све будуће игре из овог жанра.
Realms, који је објављен 1991. за ДОС, Амига и Atari ST је имала средњовековну тему, са јединицама за блиску борбу и борбу на даљину и омогућила је играчима да аутоматски реше битку или да се боре у реалном времену. Warcraft: Orcs & Humans је била прва типична стратегија у реалном времену која је имала средњовековно окружење и јединице који су биле бацачи магија, као и јединице за блиску и удаљену борбу.

### Наставци
Успех Warcraft: Orcs & Humans је мотивисало Близард да избаци наставак, Warcraft II: Tides of Darkness децембра 1995 и експанзију Warcraft II: Beyond the Dark Portal 1996. године. У јесен 1995. Вествуд је издао Command & Conquer и тиме је отпочело ривалство између ове две компаније које је дефинисало овај жанр и учинило га популарним. У каснијим играма се појавила борба између поморских и ваздушних јединица, нове зграде и нови ресурс - нафта; одличан изглед јединица који је пренесен у SVGA графици; побољшани звук са новим одговорима јединица; много боља вештачка интелигенција; и нови механизми као што је на пример патролирање јединица. Следећа генерација игара из овог серијала је започета издавањем игре Warcraft III: Reign of Chaos јула 2002. године, што је донело моментални успех и похвале критике и играча.
Априла 1998. компанија је издала StarCraft, стратегију у реалном времену са сличним концептима и механизмима као и Warcraft, али са међупланетарним окружењем и са три другачије расе. Starcraft, заједно са његовом експанзијом StarCraft: Brood War су добили добре похвале критичара, и постигле велики успех. World of Warcraft, која је издата у Северној Америци новембра 2004. и Европи у фебруару 2005, био је први покушај компаније да изда MMORPG и користио је свет Warcraft серијала, укључујући и ликове који су се појавили у Warcraft: Orcs & Humans. WoW је био веома похваљен од стране критичара, и била је најпрофитабилнија видео игра 2007. године, а 2008. и најпопуларнија игра из свог жанра.
Поред видео игара, Warcraft франшиза укључује и игре на табли, карташку игру, књиге и стрипове.

### Близардов стил стратегија у реалном времену
је био велики критички и комерцијални успех, и поставио је темељ за Близардов стил стратешких игара у којој је личност одређујући елемент. Хумористички одговори јединица након непрестаног кликтања на њих су постали лични потпис компаније. Warcraft: Orcs & Humans је представила ликове који су се такође појавили у веома успешној масивној мултиплејер онлајн игри World of Warcraft. Корисничко упутство игре је представило детаљне позадинске приче и илустрације. StarCraft користи футурустичку тему, али га карактерише иста карактеризација. У свим накнадним Близардовим играма, укључујући и у World of Warcraft са јединицама се мора пажљиво поступати. Близард је произвео мање екстензија неголи Вествуд, али је сваки успео да интегрише у причу својих претходника.